# Колесников, Фёдор Васильевич
Фёдор Васильевич Колесников (16 июля 1900 — 11 jrnz,hz 1961) — наводчик орудия 410-го артиллерийского полка (134-я стрелковая Вердинская Краснознамённая ордена Суворова дивизия, 61-й стрелковый Радомский корпус, 69-й армия, 1-й Белорусский фронт), сержант, участник Великой Отечественной войны, Полный кавалер ордена Славы.

## Биография
Родился 3 (16) июля 1900 года в селе Ратошевка, ныне не существующем, находилась на территории современного Верхнехавского района Воронежской области. Из семьи крестьянина. Русский.
Образование начальное. Работал в сельском хозяйстве, в 1930-х годах переехал в Москву и трудился на различных предприятиях города.
В январе 1942 года призван в Красную армию Москворецким районным военкоматом города Москвы. Участник Великой Отечественной войны с марта 1942 года. Весь боевой путь прошёл артиллеристом 410-го артиллерийского полка 134-й стрелковой дивизии. Член ВКП(б) с 1942 года.
Наводчик орудия ефрейтор Ф. В. Колесников отлично действовал в Смоленской наступательной операции (июль-сентябрь 1943 года), где только в период с 13 по 18 августа уничтожил 2 огневые точки, 1 миномётную батарею и до 15 немецких солдат. За эти бои получил свою первую награду – медаль «За отвагу».
Наводчик орудия 410-го артиллерийского полка (134-я стрелковая дивизия, 61-й стрелковый корпус, 69-я армия, 1-й Белорусский фронт) младший сержант Колесников Фёдор Васильевич отличился в тяжёлых наступательных боях зимы 1943-1944 годов на Витебском направлении. В бою 21 декабря 1943 года в 15 километрах юго-восточнее Витебска несколькими прямыми попаданиями уничтожил немецкое штурмовое орудие «фердинанд». В бою 6 января 1944 года при поддержке огнём атаковавшей пехоты подавил несколько огневых точек и уничтожил до 30 солдат противника.
За образцовое выполнение боевых заданий Командования на фронте борьбы с немецкими захватчиками и проявленные при этом доблесть и мужество приказом по 134-й стрелковой дивизии № 07/н от 23 февраля 1944 года младший сержант Колесников Фёдор Васильевич награждён орденом Славы 3-й степени.
Наводчик орудия 410-го артиллерийского полка сержант Колесников Фёдор Васильевич вновь неоднократно проявлял мужество и отвагу в боях Висло-Одерской стратегической наступательной операции. В самом начале операции, 14 января 1945 года при прорыве обороны противника у населённого пункта Пискорув (10 километров западнее города Пулавы, Польша), невзирая на артобстрел противника, вёл прицельный артиллерийский огонь и разбил 2 пулемётные точки, а также подавил миномётную батарею противника. 
В ночь на 16 января 1945 года, при преследовании противника в районе населённого пункта Едльня (в 10 километрах северо-восточнее города Радом, Польша) колонну артиллеристов внезапно обстреляла из леса большая группа немецких солдат. Быстро под огнём развернул орудие и изготовил его к стрельбе, после чего беглым огнём уничтожил 15 солдат и 3 пулемёта вместе с их расчётами. Уцелевшие немцы разбежались, при преследовании было захвачено 3 пленных и 3 брошенные убегавшими немцами радиостанции. Сержант Колесников с другими артиллеристами участвовал в преследовании и автоматным огнём уничтожил ещё 6 немецких солдат, при этом сам был ранен.
За образцовое выполнение боевых заданий командования на фронте борьбы с немецкими захватчиками и проявленные при этом доблесть и мужество приказом войскам 69-й армии № 042/н от 22 февраля 1945 года сержант Колесников Фёдор Васильевич награждён орденом Славы 2-й степени.
Наводчик орудия 410-го артиллерийского полка сержант Колесников Фёдор Васильевич вновь геройски действовал в Берлинской наступательной операции. В бою 17 апреля 1945 года северо-западнее города Франкфурт-на-Одере (Германия) под сильным артиллерийско- миномётным огнём противника на совершенно открытой местности для поддержки атакующей пехоты несколько раз выезжал с орудием на прямую наводку и метким огнём уничтожил 5 пулемётных точек, 1 миномётную батарею, наблюдательный пункт, до 35 солдат и офицеров. 
В бою 20 апреля 1945 года за замок Фалькенхаген (северо-западнее Франкфурта-на-Одере) в составе штурмовой группы пехоты со своим расчётом ворвался на территорию военного завода. В бою был ранен, но продолжал командовать расчётом и действовал, пока завод полностью не был очищен от противника. В этом бою расчёт орудия истребил свыше 15 гитлеровцев, подавил 4 пулемёта, вывел из строя 1 противотанковое орудие, уничтожил 2 дота.
За отвагу и геройство в боях с немецкими захватчиками в Великой Отечественной войне Указом Президиума Верховного Совета СССР  от 15 мая 1946 года сержант Колесников Фёдор Васильевич награждён орденом Славы 1-й степени.
После войны в составе 410-го артиллерийского полка служил в Группе советских оккупационных войск в Германии. В октябре 1945 года сержант Ф. В. Колесников был демобилизован.
Жил в городе-герое Москве. Работал кладовщиком на хладоустановке автобазы № 7. 
Скончался 11 октября 1961 года. Похоронен на Ваганьковском кладбище.

## Награды
- Полный кавалер ордена Славы:
  - орден Славы I степени (23.02.1944, орден № 239356)[4];
  - орден Славы II степени (24.02.1945, орден № 15540)[5];
  - орден Славы III степени (20.08.1944, орден № 164050)[6];
- медали, в том числе:
  - «За отвагу» (31.08.1943)[7]
  - «За победу над Германией» (9 мая 1945[8])
  - «За взятие Берлина» (9.06.1945)
  - «30 лет Советской Армии и Флота»[9]
  - «40 лет Вооружённых Сил СССР»[10]

## Память
- На могиле установлен надгробный памятник
- Его имя увековечено в Главном Храме Вооружённых сил России, и навсегда запечатлено на мемориале «Дорога памяти»